# Cosmo's Factory
Albums de Creedence Clearwater Revival
Willy and the Poor Boys
(1969) Pendulum
(1970)
Singles
1. Travelin' Band / Who'll Stop the Rain
Sortie : janvier 1970
2. Up Around the Bend / Run Through the Jungle
Sortie : avril 1970
3. Lookin' Out My Back Door / Long As I Can See the Light
Sortie : juillet 1970

Cosmo's Factory est le cinquième album du groupe californien Creedence Clearwater Revival.Il est sorti le 16 juillet 1970 sur le label Fantasy Records et a été produit par John Fogerty.

## Historique
Cet album a été une réussite commerciale et a rapidement atteint les premières places des ventes dans de nombreux pays dont la France. Il était placé en 2003 en 265e position sur la liste des 500 plus grands albums de tous les temps selon le magazine Rolling Stone, mais a été retiré du classement 2012. Il est également cité dans l'ouvrage de référence de Robert Dimery Les 1001 albums qu'il faut avoir écoutés dans sa vie et dans un bon nombre d'autres listes. Il s'est vendu à 9 millions d'exemplaires à travers le monde.
En 2014, il a reçu le Grammy Hall of Fame Award.
Le nom de l'album viendrait du hangar où répétait le groupe. La rigueur de John Fogerty pour les répétitions a amené le batteur Doug "Cosmo" Clifford à surnommer l'endroit « The Factory » ; d'où le nom Cosmo's Factory.

## Liste des titres
Tous les titres sont écrits et composés par John Fogerty, sauf indications contraires.
| 1. | Ramble Tamble (en)        |                                     | 7:10 |
| 2. | Before You Accuse Me (en) | Bo Diddley                          | 3:27 |
| 3. | Travelin' Band            |                                     | 2:07 |
| 4. | Ooby Dooby                | - Wade L. Moore - Richard A. Penner | 2:07 |
| 5. | Lookin' Out My Back Door  |                                     | 2:35 |
| 6. | Run Through the Jungle    |                                     | 3:10 |

| 7.  | Up Around the Bend               |                                     | 2:42  |
| 8.  | My Baby Left Me                  | Arthur Crudup                       | 2:19  |
| 9.  | Who'll Stop the Rain             |                                     | 2:29  |
| 10. | I Heard It Through the Grapevine | - Barrett Strong - Norman Whitfield | 11:07 |
| 11. | Long as I Can See the Light      |                                     | 3:33  |

| 12. | Travelin' Band (Remake Take)                                             | 2:15 |
| 13. | Up Around the Bend (Live in Amsterdam, Holland, 10/9/71)                 | 2:41 |
| 14. | Born on the Bayou (With Booker T. & the M.G.'s at Fantasy Studios, 1970) | 5:58 |

## Musiciens
- John Fogerty - chant, chœurs, guitare solo, piano, piano électrique, claviers, saxophone, harmonica
- Tom Fogerty - guitare rythmique, chœurs
- Stu Cook - basse, chœurs
- Doug Clifford - batterie, cloche à vache

## Classements hebdomadaires et certifications

### Charts album
| Classement (1970)            | Durée du classement | Meilleure position |
| ---------------------------- | ------------------- | ------------------ |
| (ODC)                        | 7 semaines          | 4e                 |
| Australie (ARIA)             | 36 semaines         | 1er                |
| Canada (RPM albums charts)   | 32 semaines         | 1er                |
| États-Unis (Billboard 200)   | 69 semaines         | 1er                |
| France (IFOP)                | 34 semaines         | 1er                |
| Italie (FIMI)                | —                   | 2e                 |
| Norvège (VG-lista)           | 33 semaines         | 1er                |
| Pays-Bas (MegaCharts)        | 17 semaines         | 2e                 |
| Royaume-Uni (UK album chart) | 15 semaines         | 1er                |

| Pays               | Certification | Ventes      | Date       |
| ------------------ | ------------- | ----------- | ---------- |
| États-Unis (RIAA)  | 4 × Platine   | 4 000 000 + | 13/12/1990 |
| Finlande (IFPI/FI) | Or            | 20 000 +    | 1971       |
| Royaume-Uni (BPI)  | Or            | 100 000 +   | 01/03/2024 |

### Charts singles
Travelin' Band / Who'll Stop the Rain
| Année | Chart               | Durée du classement | Position |
| ----- | ------------------- | ------------------- | -------- |
| 1970  | Hot 100             | 10 semaines         | 2e       |
| 1970  | UK Singles Chart    | 13 semaines         | 8e       |
| 1970  | Single Top 100      | 6 semaines          | 4e       |
| 1970  | ARIA Charts         | 18 semaines         | 4e       |
| 1970  | Ö3 Austria Top 40   | 12 semaines         | 8e       |
| 1970  | (W) Ultratop        | 18 semaines         | 3e       |
| 1970  | (V) Ultratop        | 5 semaines          | 1er      |
| 1970  | RPM Top Singles     | 9 semaines          | 4e       |
| 1970  | Top 100             | 15 semaines         | 6e       |
| 1970  | VG-lista            | 17 semaines         | 4e       |
| 1970  | Schweizer Hitparade | 15 semaines         | 4e       |

Up Around the Bend / Run Through the Jungle
| Année | Chart               | Durée du classement | Position |
| ----- | ------------------- | ------------------- | -------- |
| 1970  | Hot 100             | 11 semaines         | 4e       |
| 1970  | UK Singles Chart    | 12 semaines         | 3e       |
| 1970  | Single Top 100      | 7 semaines          | 3e       |
| 1970  | ARIA Charts         | 21 semaines         | '1er     |
| 1970  | Ö3 Austria Top 40   | 16 semaines         | 3e       |
| 1970  | (W) Ultratop        | 14 semaines         | 4e       |
| 1970  | (V) Ultratop        | 13 semaines         | 2e       |
| 1970  | RPM Top Singles     | 11 semaines         | 1er      |
| 1970  | Top 100             | 28 semaines         | 1er      |
| 1970  | VG-lista            | 13 semaines         | 2e       |
| 1970  | Mega Top 50         | 10 semaines         | 1er      |
| 1970  | Schweizer Hitparade | 15 semaines         | 4e       |

Lookin' Out My Back Door / Long As I Can See the Light
| Année | Chart             | Durée du classement | Position |
| ----- | ----------------- | ------------------- | -------- |
| 1970  | Hot 100           | 13 semaines         | 2e       |
| 1970  | UK Singles Chart  | 9 semaines          | 20e      |
| 1970  | Single Top 100    | 12 semaines         | 2e       |
| 1970  | ARIA Charts       | 21 semaines         | '1er     |
| 1970  | Ö3 Austria Top 40 | 16 semaines         | 1er      |
| 1970  | (W) Ultratop      | 12 semaines         | 11e      |
| 1970  | (V) Ultratop      | 13 semaines         | 4e       |
| 1970  | RPM Top Singles   | 10 semaines         | 1er      |
| 1970  | Top 100           | 18 semaines         | 5e       |
| 1970  | VG-lista          | 19 semaines         | 1er      |